# 島上聖巴爾多祿茂聖殿
島上圣巴尔多禄茂圣殿（拉丁語：Basilica S. Bartholomaei in Insula）是一座宗座圣殿、领衔教堂 ，位于意大利罗马的台伯岛上。它由奥托三世兴建于10世纪末，保存宗徒巴多羅買的遗体。此处原为供奉阿斯克勒庇俄斯的神庙。

## 历史
奥托三世修建这座教堂，最初敬礼他的朋友布拉格的亚德伯。圣巴尔多禄茂的圣髑从亚美尼亚经貝內文托送到罗马，放置在正祭台下面，此堂也改为敬礼圣巴尔多禄茂。
2000年，教宗若望保禄二世将此圣殿定为纪念20世纪和21世纪新殉道者的地点，委托给圣埃吉迪奥团体照顾。